# Hermann Emde
Hermann Emde (* 10. Dezember 1880 in Opladen, Rheinland; † 19. Juli 1935 in Thun, Schweiz) war ein deutscher Chemiker.

## Leben und Wirken
Als Sohn eines Chemikers studierte Emde Pharmazie und Chemie an der Universität Braunschweig und der Universität Marburg. 1906 wurde er promoviert. Zur Habilitation wandte er sich 1908 der Nahrungsmittelchemie und Pharmazie zu und war Assistent am Institut für Pharmazie und Nahrungsmittelchemie in Braunschweig. Ab 1918 war Emde Chemiker in der Industrie (Firma Schering, Berlin und später bei Hoffmann-La Roche in der Schweiz) tätig. 1930 wurde er außerordentlicher Professor und 1931 ordentlicher Professor für pharmazeutische und Nahrungsmittelchemie an der Universität Königsberg.
Emde beschäftigte sich mit der Konstitutionsaufklärung von Naturstoffen. Seine Arbeiten über Ephedrin begannen 1906. Im Jahre 1929 gelang es ihm die Konfiguration von Ephedrin und Pseudoephedrin aufzuklären. Emde entdeckte 1909 den später nach ihm benannten Emde-Abbau, eine chemische Reaktion von quartären Ammoniumsalzen zu tertiären Aminen und Kohlenwasserstoffen (Alkane oder Alkene). Der Emde-Abbau war die Grundlage für die Konstitutionsaufklärung einiger Alkaloide.